# 초파리과
초파리는 초파리과(Drosophilidae) 동물의 총칭으로, 세계에 3,000여 종이 분포하고 있다.
특히 노랑초파리(Drosophila melanogaster)는 Morgan 이후 유전학 실험에서 가장 많이 쓰이는 다세포 생물이다. 큰 이유는 초파리의 한 세대는 12일 전후로 상대적으로 짧아서 교배 실험에 효율적이다. 그리고 한 쌍의 교배로 약 500개의 알을 얻을 수 있어 고전적인 통계를 처리할 때에도 좋은 표본이 될 수가 있다. 몸집이 매우 작아서 많은 개체수를 사육하여도 어렵지 않다는 장점이 있고, 환경에서 직접 채취하여 사육하기도 쉽다. 돌연변이가 빈번하게 발생하고, 염색체 수가 적어서 염색체 지도를 작성하기에도 매우 적합하기 때문이다. 초파리의 거대 침샘염색체는 매우 잘 알려진 유전자 실험 재료다. 동양안충은 초파리를 중간숙주로 삼는 기생충이다.

## 형태
기본적으로 몸이 머리, 가슴, 배로 나뉘며 다리가 6개, 날개는 앞날개 1쌍만 발달하고 뒷날개는 퇴화된 파리의 특징을 지니고 있다. 몸 크기는 작아서 대체로 2~5mm 정도이며 대체로 암컷이 수컷에 비해 크다. 겹눈은 붉은 빛, 더듬이는 어두운 색을 띠는 경우가 많으며, 몸 색깔은 노란색, 갈색, 검은색 등으로 다양하다.

## 유전학

### 특징
초파리의 유전체는 4개의 염색체로 구성되어 있고, 침샘 거대 염색체를 통해 쉽게 관찰 및 분석이 가능하다는 장점이 있다. 이러한 특징으로 인해 대다수의 유전·생물학자들은 초파리를 사용하여 많은 연구를 진행 하였다.
또한 크기가 작고 실험실에서 키우기가 쉬우며, 한 세대가 약 2주 정도로 매우 짧고, 한세대에서 많은 자손을 번식하며 수컷에서는 감수분열 과정에서 재조합(meiotic recombination)이 일어나지 않아서 유전학적으로 염색체를 추적하기가 용이하다.

### 유전학의 역사

#### 과거
1933년 노벨생리학상 수상자인 토머스 모건(Thomas Hunt Morgan)을 빼놓을 수 없다. 1910~1915년 미국 컬럼비아 대학에서 초파리를 연구하고 있었던 그는 그동안 몰랐던 염색체의 유전적 특징을 파악할 수 있었다. 그는 생물의 유전형질을 나타내는 유전자가 쌍을 이루어 염색체에 선상배열을 하고 있다는, 기본적인 유전메커니즘인 염색체 지도를 초파리의 실험으로 입증했다. 그의 공로로 이전까지 방향을 잡지 못했던 유전자 연구가 튼튼한 기반 위에서 발전할 수 있었다.
모건 학파의 일원이었던 허먼 멀러(Hermann J. Muller) 역시 초파리 연구와 떼어놓을 수 없는 중요한 인물이다. 그는 X선에 의한 인공 돌연변이의 유발 효소를 결정화한 공로로 1946년 노벨생리·의학상을 수상했다.

#### 현재
캠브리지 대학의 마이클 애쉬버너(Michael Ashburner) 교수는 1970년대 초파리 연구를 통해 유전자 돌연변이로 인해 사람에게 발생하고 있는 질병들을 규명해냈다. 그의 제자인 사이먼 콜리어(Simon Collier) 박사는 25년 동안의 초파리 연구를 통해 새로운 사실들을 밝혀냈다. 초파리를 자세히 관찰하다 보면 마치 사람이 연가를 부르는 것과 같은 수컷과 암컷 사이의 애절한 구애 모습을 보게 된다는 것이다.
초파리 애벌레의 침샘에 있는 다사염색체(polytene chromosome)는 핵분열 없이 염색체가 반복적으로 복제되어 크기가 상당히 크기 때문에, 유전자의 관찰이 용이하고 유전자의 작용을 연구하기에 적당하다. 최근의 유전학 연구는 다수가 이 염색체를 이용하여 진행된다.